# 富士通クラウドテクノロジーズ
富士通クラウドテクノロジーズ株式会社（英: FUJITSU CLOUD TECHNOLOGIES LIMITED）は、かつて存在した日本の企業。仮想化ソフトウェア「VMware」を基盤とするパブリッククラウドサービス「ニフクラ」を自社開発し、法人向けに提供していた。2017年4月、旧・ニフティ株式会社が分社・商号変更する形で発足した。

## 概要
主力サービス「ニフクラ（NIFCLOUD）」は、ニフティ株式会社時代2010年リリース。
2024年4月1日、富士通に吸収合併され解散。同時に、「ニフクラ」は「FJcloud-V」に統合された。

## 主なサービス
IaaS/PaaSクラウドサービス

高品質ICTインフラソリューション。
- ニフクラ　ITインフラ基盤をオンデマンドに提供するVMware基盤の国産パブリック型クラウドサービス。FJcloud-Vに統合され引き継がれる。 VMware、SLA99.99%。導入実績6,500件超え ※2018年3月末時点

データデザイン事業

データサイエンス、人工知能(AI)領域でデータ利活用してビジネス展開。最近はAI領域に強い。
- データデザイン事業（Data Design by NIFCLOUD）AI開発、データ分析、BI支援、DWHなど、デジタルビジネス創出に取り組む企業をビジネスとテクノロジーの両面で支援している。StarflakeほかAI関連サービスを提供。プロダクト一覧

ソリューションサービス

企業の抱える様々なビジネス課題を解決させるソリューションサービス。
- ニフクラ ベーシックホスティング　法人向けレンタルサーバー。富士通グループの技術を結集したホスティングサービス。富士通に吸収合併と同時にサービス終了[4]。
- ニフクラ ビジネスメール　安心安全のためのメールサーバー機能。WEBメールやスマートフォンも対応。
- ニフクラ メールゲートウェイ　迷惑メールやウイルスの対策、内部統制等セキュリティ機能をメール環境に付加。ASP型。
- ニフクラ mobile backend　mBaaS。スマートフォンアプリ向けにプッシュ通知等の機能提供。富士通に吸収合併と同時にサービス終了[5]。
- WEB販促の窓口 by ニフクラ　法人企業向けWEB制作会社紹介サービス。
- SaaS by ニフクラ　中小企業の抱えるさまざまな課題の解決を支援するクラウド型サービス